# ليزا إس.
ليزا إس. (بالإنجليزية: Lisa S.)‏ هي عارضة وممثلة أمريكية، ولدت في 26 مايو 1978 في موناكو.

## وصلات خارجية
- ليزا إس. على موقع IMDb (الإنجليزية)
- ليزا إس. على موقع قاعدة بيانات الفيلم (الإنجليزية)